# Tag für Tag (1979)
Tag für Tag ist ein Dokumentarfilm des DEFA-Studios für Dokumentarfilme von Volker Koepp aus dem Jahr 1979. 

## Handlung
Karin Reier ist eine 36-jährige, ledige Schweißerin, die in einem Kreisbetrieb für Landtechnik in Schwaan/Mecklenburg Tag für Tag Teile für Gitterboxpalletten zusammenfügt, die für die Lagerung von Saatkartoffeln erforderlich sind. Sie ist Gewerkschaftsvertauensmann in ihrer Brigade und bei Bedarf vertritt sie auch den Meister. Karin ist eine Frau, die Probleme offen anspricht und auch bei Mängeln im Produktionsablauf ihre Meinung sagt.
In ihrer Abteilung wird eine Gruppe Jugendlicher aus dem nahegelegenen Jugendwerkhof „Neues Leben“ in Rühn zu Schweißern ausgebildet. Diese sind kurz vor ihrem 18. Lebensjahr und haben auch schon in anderen Betrieben gearbeitet. In Schwaan gefällt es ihnen, da sie gleichberechtigt, wie die anderen Arbeiter und nicht als Kriminelle behandelt werden. Das hängt auch sicherlich mit dem Vorleben von Karin Reier zusammen, die bereits mit dem Abschluss der 8. Klasse von der Schule abging und anschließend für zwei Jahre Haushaltsschule besuchte, wofür es aber keinen Facharbeiterbrief gab, sondern nur eine normale Prüfung. Anschließend ist sie zum VEB Maschinelles Rechnen nach Rostock gegangen, wo sie dann zwölf Jahre gearbeitet hat, die ersten 2 1⁄2 Jahre hat sie Maschinen bedient, war Locherin und hat sich dann nach dem Besuch von vier Lehrgängen zur Feinmechanikerin qualifiziert. Nach 8 1⁄2 Jahren in diesem Beruf wurde ihr Betriebsteil durch die Einführung der EDV aufgelöst und sie musste sich eine neue Arbeit suchen. So hat sie dann beim Kreisbetrieb für Landtechnik angefangen, hat dort in der Ersatzteilproduktion für Landmaschinen gearbeitet, dann wurde der Betrieb umstrukturiert und es wurden jede Menge Schweißer gebraucht. Sie machte ihren Schweißerpass und arbeitet jetzt schon fast 5 Jahre in der Kartoffelpalletten-Produktion.

## Produktion
Der Schwarzweißfilm Tag für Tag wurde das erste Mal am 25. November 1979 bei der Internationalen Leipziger Dokumentar- und Kurzfilmwoche für Kino und Fernsehen aufgeführt. In die Kinos der DDR kam er im I. Quartal 1980.
Die Dramaturgie lag in den Händen von Annerose Richter.